# Reichenbach (Guben)
Reichenbach (niedersorbisch Rychbach) ist ein Wohnplatz der Stadt Guben im Landkreis Spree-Neiße im Osten des Landes Brandenburg. Bis zum 1. Juli 1950 war Reichenbach eine eigenständige Gemeinde.

## Lage
Reichenbach liegt in der Niederlausitz, etwa zwei Kilometer Luftlinie westlich der Grenze zu Polen. Umliegende Ortschaften sind Groß Breesen im Norden, der polnische Teil der Stadt Guben im Osten, das deutsche Guben im Südosten, der Stadtteil Sprucke im Süden sowie die zur Gemeinde Schenkendöbern gehörenden Ortsteile Schenkendöbern und Wilschwitz im Westen und Grano im Nordwesten.
Südlich von Reichenbach verläuft die Bundesstraße 320 von Lübben zur polnischen Grenze, die die Grenze zwischen Reichenbach und Sprucke bildet. Zwischen Reichenbach und der Kernstadt von Guben fließt das Schwarze Fließ.

## Geschichte
Das Dorf Reichenbach wurde erstmals im Jahr 1441 bereits mit seiner heutigen Schreibweise erwähnt. Bei dem Ortsnamen handelt es sich um eine Namensübertragung des Dorfes Langenreichenbach im sächsischen Landkreis Nordsachsen. Der Name von Reichenbach bezieht sich auf die Lage an einem wasserreichen Bach.
Laut der Topographisch-statistischen Übersicht des Regierungsbezirks Frankfurt a. d. O. aus dem Jahr 1844 gab es in Reichenbach in diesem Jahr 20 Wohngebäude, der Ort hatte damals 132 Einwohner. Reichenbach gehörte verwaltungstechnisch zur Stadt Guben und war auch nach Guben eingepfarrt. Im Jahr 1867 hatte Reichenbach 176 Einwohner in 21 Wohngebäuden. Die Bewohner besuchten zu Gottesdiensten die Gubener Klosterkirche.
Beim Wiener Kongress im Jahr 1815 wurden nach der Niederlage des Königreiches Sachsen Gebietsabtretungen an das Königreich Preußen beschlossen, die auch Reichenbach betrafen. Danach lag die Gemeinde im Landkreis Guben im Regierungsbezirk Frankfurt in der Provinz Brandenburg. Nach dem Ende des Zweiten Weltkrieges wurde Reichenbach Teil der Sowjetischen Besatzungszone und später der DDR, wo der Ort am 1. Juli 1950 in die Stadt Guben eingemeindet wurde. Bei der Kreisreform am 25. Juli 1952 kam das Dorf an den Kreis Guben im Bezirk Cottbus. Nach der Wende wurde der Kreis Guben in Landkreis Guben umbenannt. Im Zuge der Kreisreform Brandenburg 1993 kam die Stadt Guben mit ihren damaligen Ortsteilen an den neu gegründeten Landkreis Spree-Neiße.

## Denkmale
In Reichenbach befindet sich die katholische Kirche Maria, Mutter der Christenheit. Sie wurde zwischen 1967 und 1971 nach Entwürfen des Architekten Egon Körner als massiver Putzbau mit Satteldach errichtet. Am 17. Oktober 1971 wurde das Gebäude geweiht. Die Kirche ist in der Denkmalliste des Landes Brandenburg als Baudenkmal aufgeführt.

## Bevölkerungsentwicklung
| 1875 | 194 | 1925 | 248 | 1946 | 775 |
| 1890 | 200 | 1933 | 315 |      |     |
| 1910 | 270 | 1939 | 498 |      |     |

## Nachweise
1. ↑  Reichenbach bekommt seine Ortschronik. In: lr-online.de. Lausitzer Rundschau, 5. Oktober 2012, abgerufen am 14. Juli 2017.
2. ↑  Reinhard E. Fischer: Die Ortsnamen der Länder Brandenburg und Berlin. Alter – Herkunft – Bedeutung. be.bra Wissenschaft, Berlin 2005, S. 141.
3. ↑  Topographisch-statistische Übersicht des Regierungsbezirks Frankfurt a. d. O. 1844, S. 87 (bsb-muenchen.de).
4. ↑  Statistisches Bureau der Königlichen Regierung zu Frankfurt a. O.: Topographisch-statistisches Handbuch des Regierungs-Bezirks Frankfurt a. O. Verlag von Gustav Harnecker u. Co., Frankfurt a. d. O. 1867, Online bei Google Books, S. 95
5. ↑  Reichenbach im Geschichtlichen Ortsverzeichnis. Abgerufen am 14. Juli 2018.
6. ↑  Datenbank des Brandenburgischen Landesamtes für Denkmalpflege und Archäologisches Landesmuseum, abgerufen am 14. Juli 2018.
7. ↑  Historisches Gemeindeverzeichnis des Landes Brandenburg 1875 bis 2005. (PDF; 331 KB) Landkreis Spree-Neiße. Landesbetrieb für Datenverarbeitung und Statistik Land Brandenburg, Dezember 2006, abgerufen am 14. Juli 2018.